# Banquière
Pour les articles homonymes, voir Banquière (homonymie).
La Banquière est une rivière du département des Alpes-Maritimes, en région Provence-Alpes-Côte d'Azur, et un affluent droit du fleuve côtier le Paillon et qui conflue sur la ville de Nice.

## Géographie
De 19,1 km de longueur, la Banquière prend source sur la commune de Levens, entre les lieux-dits Trébausses et Sarse Subrane, à 1 012 m d'altitude. Elle s'appelle dans cette partie ruisseau de Péloubié. Après avoir traversé le village de Sainte-Claire, elle s'appelle ruisseau de Gorge Obscure.
Elle coule globalement du nord vers le sud. Après avoir traversé le Plan d'Ariou, elle s'appelle le Rio Sec, puis s'appelle la Banquière après avoir traversé Tourrette-Levens.
Elle conflue en rive droite du Paillon, sur la commune de Nice, juste après être passée sous l'autoroute A8, à 43 m d'altitude.
Pour certains, la Banquière est aussi le Paillon de Levens.

### Communes et cantons traversées

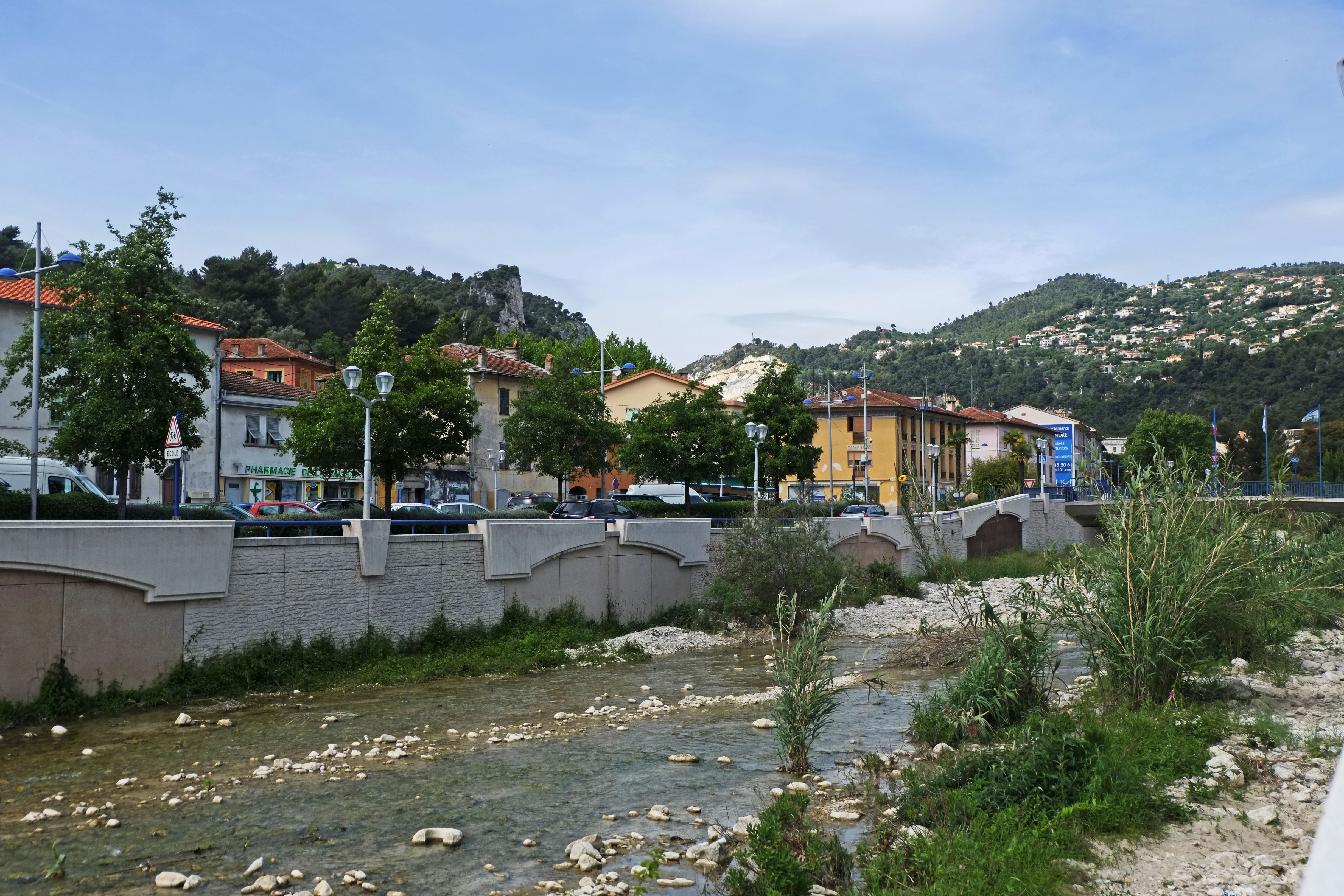
Saint-André-de-la-Roche traversé par la Banquière.

Dans le seul département des Alpes-Maritimes, la Banquière traverse les cinq communes suivantes, dans le sens amont vers aval, de Levens (source), Tourrette-Levens, Falicon, Saint-André-de-la-Roche et Nice (confluence).
Soit en termes de cantons, le Bouyon prend source dans le canton de Levens, traverse le canton de Nice-7 et conflue dans le canton de Nice-13, le tout dans l'arrondissement de Nice, et dans l'intercommunalité Métropole Nice Côte d'Azur.

### Hydrographie et bassin versant
La Banquière traverse une seule zone hydrographique « Le Paillon du Paillon de Contes à la mer Méditerranée » (Y652) de 245 km2 de superficie. Ce bassin versant est occupé à 77,88 % de « forêts et milieux semi-naturels », à 17,11 % de « territoires artificialisés », à 4,85 % de « territoires agricoles »,. 
La superficie du bassin versant spécifique est de 40,6 km2
Les cours d'eau voisins sont la Vésubie au nord, le Paillon de Contes au nord-est, le Paillon de Nice à l'est et au sud 257,97 km2, le Laghet au sud-est, le Magnan au sud-ouest 18,29 km2, le Var à l'ouest et au nord-ouest 2 812,36 km2,,.

### Organisme gestionnaire
Le SIVoM Val de Banquière (basé à Saint-André de la Roche) n'est plus l'organisme gestionnaire.
L'organisme gestionnaire est le SMIAGE ou Syndicat Mixte Inondations, Aménagements et Gestion de l'Eau maralpin, créé en le 1er janvier 2017 , et s'occupe désormais de la gestion des bassins versants côtiers des Alpes-Maritimes, en particulier de celui du fleuve le Var. Celui-ci « a été reconnu comme EPTB, avec les félicitations du jury, lors de la séance du comité de bassin de l’Agence l’eau Rhône-Méditerranée-Corse du vendredi 22 juin 2018 car il porte à la fois des politiques liées à la prévention du risque inondation et la gestion des milieux aquatiques »,.

## Affluent
La Banquière a un seul affluent référencé :
- le ruisseau de Revesté (rd[note 3]), 1,9 km sur la seule commune de Levens.

### Rang de Strahler
Le rang de Strahler de la Banquière est donc de deux par le ruisseau de Revesté.

## Hydrologie
Son régime hydrologique est dit pluvial méridional.

## Aménagements et écologie
Une carrière de granulats est active dans la clue de la Banquière. La Banquière alimentait autrefois des moulins.